# Kuopio Steelers 2021
Questa voce raccoglie le informazioni riguardanti i Kuopio Steelers nelle competizioni ufficiali della stagione 2021.

## Maschile

### Prima squadra

#### Vaahteraliiga 2021

##### Stagione regolare
| Vaasa 19 giugno 2021, ore 16:30 2ª giornata | Wasa Royals | 3 – 35 (0-7 3-21 0-0 0-7) referto | Kuopio Steelers | Kaarlen kenttä (231 spett.)\| Arbitro: \| J. Seppelin \| |
| Arbitro:                                    | J. Seppelin |                                   |                 |                                                          |

| Kuopio 3 luglio 2021, ore 16:30 3ª giornata | Kuopio Steelers | 38 – 24 (10-0 7-6 7-18 14-0) referto | Seinäjoki Crocodiles | Väinölänniemen stadion (519 spett.)\| Arbitro: \| V. Lamminsalo \| |
| Arbitro:                                    | V. Lamminsalo   |                                      |                      |                                                                    |

| Vaasa 10 luglio 2021, ore 16:32 4ª giornata | Wasa Royals   | 7 – 49 (7-21 0-14 0-7 0-7) referto | Kuopio Steelers | Kaarlen kenttä (258 spett.)\| Arbitro: \| V. Lamminsalo \| |
| Arbitro:                                    | V. Lamminsalo |                                    |                 |                                                            |

| Kuopio 17 luglio 2021, ore 16:30 5ª giornata | Kuopio Steelers | 44 – 6 (14-0 14-6 9-0 7-0) referto | Helsinki Wolverines | Väinölänniemen stadion (592 spett.)\| Arbitro: \| H. Toijala \| |
| Arbitro:                                     | H. Toijala      |                                    |                     |                                                                 |

| Kuopio 24 luglio 2021, ore 16:30 6ª giornata | Kuopio Steelers | 31 – 13 (0-7 17-0 7-0 7-6) referto | Seinäjoki Crocodiles | Väinölänniemen stadion (403 spett.)\| Arbitro: \| J. Seppelin \| |
| Arbitro:                                     | J. Seppelin     |                                    |                      |                                                                  |

| Helsinki 30 luglio 2021, ore 18:30 7ª giornata | Helsinki Roosters | 32 – 35 (12-7 6-7 7-14 7-7) referto | Kuopio Steelers | Velodromo di Helsinki (555 spett.)\| Arbitro: \| J. Seppelin \| |
| Arbitro:                                       | J. Seppelin       |                                     |                 |                                                                 |

| Kuopio 14 agosto 2021, ore 16:30 8ª giornata | Kuopio Steelers | 51 – 0 (10-0 17-0 10-0 14-0) referto | Porvoon Butchers | Väinölänniemen stadion (351 spett.)\| Arbitro: \| J. Seppelin \| |
| Arbitro:                                     | J. Seppelin     |                                      |                  |                                                                  |

| Hanko 22 agosto 2021, ore 15:30 9ª giornata | United Newland Crusaders | 58 – 50 (22-0 6-7 14-14 16-29) referto | Kuopio Steelers | Ruukki Arena (162 spett.)\| Arbitro: \| V. Lamminsalo \| |
| Arbitro:                                    | V. Lamminsalo            |                                        |                 |                                                          |

#### Playoff
| Kuopio 3 settembre 2021, ore 18:30 Semifinale | Kuopio Steelers | 52 – 14 (14-0 14-7 7-0 17-7) referto | Seinäjoki Crocodiles | Väinölänniemen stadion (491 spett.)\| Arbitro: \| V. Lamminsalo \| |
| Arbitro:                                      | V. Lamminsalo   |                                      |                      |                                                                    |

| Arbitri: | J. Seppelin J. Karppinen R.-V. Suojanen J. Kalliokoski H. Toijala M. Makarainen J. Holmberg |

| |           |  |
| Wright 11':11" Q2 (TD) 2yd run Ojainväli Q2 (pat) H. Harju 0':00" Q3 (TD) 19yd pass from Bradley Ojainväli Q3 (pat) | Marcatori |  |

### Statistiche di squadra
| Competizione      | %Vittorie | In casa | In casa | In casa | In casa | In casa | In casa | In trasferta | In trasferta | In trasferta | In trasferta | In trasferta | In trasferta | Totale | Totale | Totale | Totale | Totale | Totale |
| Competizione      | %Vittorie | G       | V       | N       | P       | Pf      | Ps      | G            | V            | N            | P            | Pf           | Ps           | G      | V      | N      | P      | Pf     | Ps     |
| ----------------- | --------- | ------- | ------- | ------- | ------- | ------- | ------- | ------------ | ------------ | ------------ | ------------ | ------------ | ------------ | ------ | ------ | ------ | ------ | ------ | ------ |
| Stagione regolare | .875      | 4       | 4       | 0       | 0       | 164     | 43      | 4            | 3            | 0            | 1            | 169          | 100          | 8      | 7      | 0      | 1      | 333    | 143    |
| Playoff           | 1.000     | 2       | 2       | 0       | 0       | 66      | 14      | 0            | 0            | 0            | 0            | 0            | 0            | 2      | 2      | 0      | 0      | 66     | 14     |
| Totale            | .889      | 6       | 6       | 0       | 0       | 230     | 57      | 4            | 3            | 0            | 1            | 169          | 100          | 9      | 8      | 0      | 1      | 399    | 157    |

### Statistiche personali

#### Marcatori
| Giocatore    | Ruolo | TD rush | TD recv | TD int | TD p.ret | TD k.ret | TD oth | Xp1  | Xp2 | FG  | Saf | Totale |
| ------------ | ----- | ------- | ------- | ------ | -------- | -------- | ------ | ---- | --- | --- | --- | ------ |
| Reasnover    |       | 15+4    | 2+0     | 0+0    | 0+0      | 0+0      | 0+0    | 0+0  | 1+0 | 0+0 | 0+0 | 128    |
| Wright       |       | 9+2     | 0+0     | 1+0    | 0+0      | 0+0      | 0+0    | 0+0  | 0+0 | 0+0 | 0+0 | 72     |
| Ojainväli    |       | 0+0     | 0+0     | 1+0    | 0+0      | 0+0      | 0+0    | 37+2 | 0+0 | 6+0 | 0+0 | 63     |
| Alexandre    |       | 0+0     | 2+2     | 0+0    | 0+0      | 0+0      | 0+0    | 6+7  | 0+0 | 0+1 | 0+0 | 40     |
| H. Harju     |       | 0+0     | 5+1     | 0+0    | 0+0      | 0+0      | 0+0    | 0+0  | 0+0 | 0+0 | 0+0 | 36     |
| T. Lehtonen  |       | 2       | 0       | 0      | 0        | 0        | 0      | 0    | 0   | 0   | 0   | 12     |
| Lindstén     |       | 0       | 2       | 0      | 0        | 0        | 0      | 0    | 0   | 0   | 0   | 12     |
| A. Bafdile   |       | 0       | 0       | 0      | 1        | 0        | 0      | 0    | 0   | 0   | 0   | 6      |
| Bradley      |       | 1       | 0       | 0      | 0        | 0        | 0      | 0    | 0   | 0   | 0   | 6      |
| O. Laitinen  |       | 0       | 0       | 0      | 0        | 0        | 1      | 0    | 0   | 0   | 0   | 6      |
| Marshall     |       | 0       | 1       | 0      | 0        | 0        | 0      | 0    | 0   | 0   | 0   | 6      |
| Radji        |       | 0       | 0       | 0      | 0        | 0        | 1      | 0    | 0   | 0   | 0   | 6      |
| P. Vilpponen |       | 0       | 1       | 0      | 0        | 0        | 0      | 0    | 0   | 0   | 0   | 6      |

#### Passer rating
| Giocatore | G   | Att    | Comp   | Int | Yds      | TD   | NFL   | NCAA   |
| --------- | --- | ------ | ------ | --- | -------- | ---- | ----- | ------ |
| Bradley   | 8+2 | 186+35 | 114+18 | 6+0 | 1542+292 | 13+3 | 99,26 | 147,90 |

### Seconda squadra

#### II-divisioona 2021

##### Stagione regolare
| Kuopio 4 luglio 2021, ore 14:00 1ª giornata | Kuopio Steelers Veljmiehet | 33 – 0 | Karleby Goats | Rauhalahti |

| Kuopio 11 luglio 2021, ore 14:00 2ª giornata | Kuopio Steelers Veljmiehet | 0 – 10 | Oulu Northern Lights | Rauhalahti |

| Kiuruvesi 24 luglio 2021, ore 14:00 4ª giornata | Milky City Farmers | 0 – 19 | Kuopio Steelers Veljmiehet | Kuorrevirran urheilukenttä |

| Jyväskylä 1º agosto 2021, ore 12:00 5ª giornata | Jyväskylä Jaguars | 14 – 9 | Kuopio Steelers Veljmiehet | Viitaniemen kenttä |

| Oulu 8 agosto 2021, ore 13:00 6ª giornata | Oulu Northern Lights | 40 – 0 | Kuopio Steelers Veljmiehet | Castrenin urheilukeskus |

| Kuopio 15 agosto 2021, ore 11:30 7ª giornata | Kuopio Steelers Veljmiehet | 6 – 13 | Jyväskylä Jaguars | Rauhalahti |

### Statistiche di squadra
| Competizione      | %Vittorie | In casa | In casa | In casa | In casa | In casa | In casa | In trasferta | In trasferta | In trasferta | In trasferta | In trasferta | In trasferta | Totale | Totale | Totale | Totale | Totale | Totale |
| Competizione      | %Vittorie | G       | V       | N       | P       | Pf      | Ps      | G            | V            | N            | P            | Pf           | Ps           | G      | V      | N      | P      | Pf     | Ps     |
| ----------------- | --------- | ------- | ------- | ------- | ------- | ------- | ------- | ------------ | ------------ | ------------ | ------------ | ------------ | ------------ | ------ | ------ | ------ | ------ | ------ | ------ |
| Stagione regolare | .333      | 3       | 1       | 0       | 2       | 39      | 23      | 3            | 1            | 0            | 2            | 28           | 54           | 6      | 2      | 0      | 4      | 67     | 77     |
| Totale            | .333      | 3       | 1       | 0       | 2       | 39      | 23      | 3            | 1            | 0            | 2            | 28           | 54           | 6      | 2      | 0      | 4      | 67     | 77     |